# 薛極
薛 極（せつ ごく、隆興元年（1163年）- 端平元年5月7日（1234年6月5日））は、中国南宋の官僚・政治家。字は会之。常州武進県の人。

## 経歴
蔭位により上元県主簿に任官した後、博学宏詞科に合格。大理寺評事・温州通判・知広徳軍を務めた。嘉定元年（1208年）以後は楼鑰の推薦により大理寺正・刑部郎官・司封郎中・権右司郎中・刑部侍郎・中書門下省検正諸房公事などを歴任し、司農寺卿・権兵部侍郎を拝命された。当時、朝廷の実権者であった丞相史弥遠に迎合し彼の腹心となり、胡榘・聶子述・趙汝述などと共に史弥遠の専横を支える「四木」の一員と呼ばれた。嘉定8年（1215年）、寧宗に常に警戒する心で国政を見守るように奏請し、権刑部尚書・吏部尚書に昇進した。
嘉定15年（1222年）、進士出身と同様の待遇を受ける一方、僉書枢密院事に任ぜられた。宝慶元年（1225年）、参知政事・端明殿学士となり、紹定元年（1228年）には同知枢密院事を経て知枢密院事を兼ねた。紹定4年（1231年）、京城の大火により太廟が焼失すると、宰執と共に官位が降格されてから翌年に復す。紹定6年（1233年）10月、枢密使に就き毗陵郡公に封ぜられたが、その直後に史弥遠が病死し後援者を失い、同年12月には観文殿大学士・紹興府知府・浙東安撫使に左遷されている。
端平元年（1234年）、少保が加わり、和国公に封ぜられたが、致仕してすぐに死去。少師が追贈された。